# Hidrafaló örvényféreg-alakúak
A  hidrafaló örvényféreg-alakúak (Macrostomida) a laposférgek (Platyhelminthes) közé sorolt örvényférgek (Turbellaria) altörzsében a valódi örvényférgek (Rhabditophora) osztályának egyik rendje három családdal.

## Megjelenésük, felépítésük
Apró, mindössze néhány mm-es örvényférgek. Garatjuk egyszerű (pharynx simplex), középbelük zsákszerű.
Hímivarsejtjeiknek a lánctelepes férgekéihez (Catenulida) hasonlóan nincsenek ostorai.  Petesejtjeik 
endolecitálisak.
A szájnyílás mögött kezdődő két hosszanti, fő idegtörzsüket egy haránt idegköteg (posztorális  kommisszúra) köti össze. Egyes képviselőik (pl. a Microstomum nem fajai) a lánctelepes férgekhez hasonlóan haránt osztódással, ivartalanul is szaporodhatniak, és ilyenkor (ugyancsak azokhoz hasonlóan) zoidláncokat hoznak létre. 

## Életmódjuk, élőhelyük
Lehetnek tengeriek vagy édesvíziek, a szárazföldre nem léptek ki. Leginkább az üledékszemcsék közötti (intersticiális) vízben élnek.
Jellemző képviselőik a Microstomidae család nevét adó Microstomum nem fajai. Ezek az elfogyasztott csalánozók (pl. hidraállatok) érintetlen csalánsejtjeit képesek hámrétegükben vagy a hámréteg alatt felhalmozni. Ez a jelenség a kleptocnidia, és nem tisztázott, hogy főleg a zsákmányszerzést vagy a védekezést szolgálja-e.

### Szaporodásuk
Hímnősek. Egyedfejlődésük közvetlen.